# Différence de la philosophie de la nature chez Démocrite et Épicure
Différence de la philosophie de la nature chez Démocrite et Épicure est un livre écrit par le philosophe allemand Karl Marx en tant que thèse de doctorat en 1841 qui traite la différence de l'atomisme entre Démocrite et Épicure sur le hasard. 